# Cima Margherita
Die Cima Margherita ist ein 2845 m s.l.m. hoher Berg im südlichen Bereich der Brentagruppe.

## Lage und Beschreibung
Die Cima Margherita liegt im Tosa-Massiv zwischen der Cima Tosa (3136 m) und der Cima Brenta Bassa (2809 m). Von Ersterer ist sie durch den Sattel Bocca Margherita (2720 m) getrennt. An ihrer Ostseite trennt ein unbenannter Einschnitt sie von der Cima Brenta Bassa. Die Süd- und die Nordseite fallen senkrecht ab, die Südseite zum Kar Pozza Tramontana und die Nordseite zum oberen Val Brenta. Nach Pino Prati hat vom Gipfel der Cima Margherita den besten Ausblick auf die nordöstlich gelegene Sfulmini-Gruppe.

## Alpinismus
Die Erstbesteigung der Cima Margherita gelang Stefano Yocca am 15. September 1885 in Begleitung der beiden aus Molveno stammenden Bergführer Bonifacio und Matteo Nicolussi. Benannt wurde sie zu Ehren der italienischen Königin Margarethe von Italien. Aus dem ursprünglichen Namen Cima Regina Margherita wurde in der Folge der direkte Bezug zur Königin weggelassen. Adolf Schulze und sein jüngerer Bruder Gustav begingen im Sommer 1900 den erstmals den Südostgrat im Abstieg. Die Südwand wurde 1926 von Renzo Videsott und C. Tasin (UIAA IV.) und die Nordwand 1936 von W. Pfeifer und M. Reif erstmals durchstiegen (UIAA VI).

## Stützpunkte und Routen
Die von den Erstbesteigern gewählte Route von der Bocca Margherita entlang der Westflanke zum Gipfel ist nach wie vor der Normalweg auf die Cima Margherita. Nach Gino Buscaini und Ettore Castiglioni  handelt es sich um eine einfache, aber nicht sehr interessante Route. Für Kletterer wesentlich interessanter sind die Süd- und die Nordseite, die Routen bis zum Schwierigkeitsgrad UIAA VII+ aufweisen. Stützpunkte für die Besteigung der Cima Margherita sind die Pedrotti- und die  Brentei-Hütte.